# Nith (Écosse)
La Nith (ou Nith River) est un fleuve écossais. Long de 114 kilomètres, ce qui en fait le septième fleuve écossais par la longueur, il couvre un bassin versant de 1 230 kilomètres carrés.

## Géographie

### Généralités
La Nith est le septième plus long fleuve écossais. Le bassin-versant de la rivière est assez long et étroit et couvre 1 230 kilomètres carrés.

## Histoire et paysages
La partie supérieure du cours de la Nith, dans l'East Ayrshire autour de New Cumnock, est un ancien bassin industriel marqué par l'extraction charbonnière ; le paysage résultant est marqué par la présence de nombreux terrils.
En revanche, la partie moyenne du cours, qui correspond plutôt à sa traversée du comté de Dumfries and Galloway, est plus rurale et agricole, avec une ripisylve très présente.
Enfin, la partie inférieure du cours du fleuve correspond à la traversée de l'agglomération de Dumfries. C'est dans cette dernière ville que se trouve la limite du marnage, mais c'est seulement au droit du village de Glencaple (en), à sept kilomètres en aval de Dumfries, que se termine officiellement l'estuaire et que commence le domaine maritime.